# Islas de Banda
Las islas de Banda (en indonesio, Banda Raya) son un grupo de diez pequeñas islas volcánicas localizadas en el mar de Banda, a unos 140 km al sur de la isla de Ceram, y a unos 2 000 km al este de isla de Java, que forman parte de la provincia de Molucas. La principal ciudad y centro administrativo es Bandanaira, situado en la isla del mismo nombre. Se elevan unos 4-6 km desde las aguas profundas del océano y tienen una superficie total de aproximadamente 180 km². Tienen una población de alrededor de 15 000 personas. 
Hasta mediados del siglo XIX las islas de Banda fueron la única fuente en el mundo de la nuez moscada y el macis, especias producidas a partir del árbol de la nuez moscada. 
Las islas ahora son destinos populares para el buceo y el snorkel. 

## Historia

### Historia preeuropea
Antes de la llegada de los europeos, Banda tenía una forma de gobierno oligárquica, liderada por orang kaya («hombres poderosos») y los bandaneses tenían un papel activo e independiente en el comercio en todo el archipiélago. Banda era la única fuente conocida en el mundo de la nuez moscada y del macis, especias usadas como aromatizantes, medicamentos y agentes preservantes, que tenían en ese momento gran valor en los mercados europeos y eran vendidas por los comerciantes árabes a los venecianos por unos precios exorbitantes. Los comerciantes no divulgaron la localización exacta de su origen y ningún europeo fue capaz de deducir su localización. 
Las primeras fuentes escritas sobre las islas de Banda aparecen en la obra Suma Oriental (1515), un libro escrito por el boticario portugués Tomé Pires, (1465-1540) que residió en Malaca desde 1512 hasta 1515 y que visitó Banda varias veces. En su primera visita, se entrevistó con los portugueses y adquirió un amplio conocimiento de los navegantes malayos en Malaca. Estimó que la población, a principios del siglo XVI, sería de unas 2500-3000 personas. Informó que los bandaneses eran parte de una amplia red de intercambio de Indonesia y los únicos nativos maluqueños que eran comerciantes de larga distancia, ya que tomaban cargos a Malaca, a pesar de que los embarques desde Banda también eran hechos por los comerciantes javaneses. 
Además de la producción de la nuez moscada y el macis, Banda mantuvo un importante comercio de reexportación. Los bienes que se movían a través de Banda incluían el clavo de olor, desde Ternate y Tidore, en el norte; las plumas de aves del paraíso, desde las islas Aru y el oeste de Nueva Guinea; la corteza del massoi para medicamentos tradicionales; y también esclavos. A cambio, Banda recibía predominantemente arroz y textiles; el llamado algodón batik, desde Java; calicós desde la India e ikat desde la islas Menores de la Sonda. En 1603, un sarong de calidad media era cambiado por dieciocho kilogramos de nuez moscada. Algunos de esos tejidos eran luego vendidos, terminando en Halmahera y Nueva Guinea. También el grano de Ikat de las islas Mayores de la Sonda se comerciaba por sagú desde las islas Kei, las islas Aru y Ceram.

### Los portugueses
En agosto de 1511, en nombre del rey de Portugal, Afonso de Albuquerque conquistó Malaca, que en ese momento era el centro del comercio de Asia. En noviembre de ese año, después de haber asegurado Malaca y una vez tuvo conocimiento de la ubicación de las islas de Banda, Albuquerque envió una expedición de tres barcos liderados por su buen amigo António de Abreu para localizarlas. Varios pilotos malayos, bien contratados o reclutados a la fuerza, les guiaron a través de Java, las islas Menores de la Sonda y Ambon hasta Banda, llegando a principios de 1512. Fueron los primeros europeos conocidos en llegar a las Bandas, y la expedición permaneció allí alrededor de un mes, comprando y llenando sus barcos con la nuez moscada, el macis y clavo, lo que dio inicio al floreciente comercio en Banda. D'Abreu navegó a través de la isla de Ambon, mientras que su segundo al mando, Francisco Serrão, se adelantó hacia las islas Molucas, naufragó y terminó en Ternate. Distraído por las hostilidades en otros lugares en el archipiélago, como Ambon y Ternate, los portugueses no regresaron hasta 1529: un comerciante portugués, el capitán García desembarcó tropas en las Bandas. Cinco de las islas de Banda fueron tomadas sin lucha desde otra isla y se hizo un fuerte en la isla principal de Neira, que les daría el control total del grupo. Los bandaneses, sin embargo, fueron hostiles a tal plan y sus incursiones bélicas fueron costosas y molestas para García cuyos hombres fueron atacados cuando intentaban construir la fortaleza. Desde entonces, los portugueses fueron visitantes infrecuentes de las islas y prefirieron comprar su nuez moscada de los comerciantes de Malaca.
A diferencia de otras islas del este de Indonesia, como Ambon, Solor, Ternate y Morotai, los bandaneses no mostraron ningún entusiasmo por el cristianismo ni por los europeos que lo llevaron en el siglo XVI, y ningún intento serio fue hecho para cristianizar a los bandaneses. Manteniendo su independencia, los bandaneses nunca permitieron a los portugueses construir un fuerte o un puesto permanente en las islas. Irónicamente, sin embargo, fue esta falta de puertos lo que llevó a los neerlandeses a comerciar con Banda el clavo de olor en lugar de las islas de Ternate y Tidore. 

### La llegada de los neerlandeses

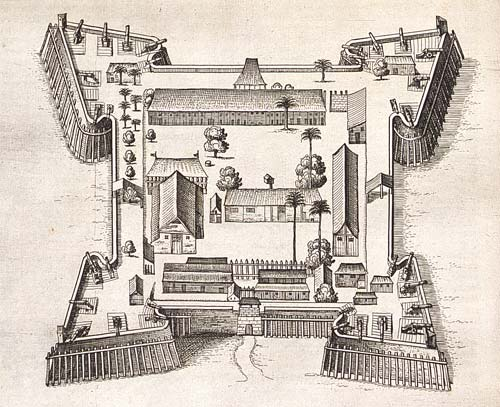
Fort Nassau en 1646.

Los neerlandeses siguieron a los portugueses en Banda, pero iban a tener una presencia mucho más dominante y duradera. Las relaciones entre los neerlandeses y los bandaneses se resintieron mutuamente desde el principio: primero, los comerciantes neerlandeses se quejaban de que los bandaneses renegaban de las entregas y el precio acordados, y les engañaban sobre la cantidad y calidad; los bandaneses, por su parte, aunque dieron la bienvenida a otro comprador competidor por sus especias, decían que los artículos comerciales que les ofrecían los neerlandeses —lanas pesadas y damascos, productos manufacturados no deseados, por ejemplo— eran por lo general inadecuados en comparación con los productos del comercio tradicional. Los comerciantes javeneses, árabes, indios y portugueses, por ejemplo, llevaban elementos indispensables como cuchillos de acero, cobre, medicamentos y la estimada porcelana china. 
Por mucho que a los neerlandeses no les gustase el trato con los bandaneses, el comercio era muy rentable, ya que las especias se vendían por unas 300 veces el precio de compra en Banda. Esta ganancia justificaba ampliamente los costes y el riesgo del transporte marítimo a Europa. El atractivo de estos beneficios provocó el aumento del número de expediciones neerlandesas y pronto se vio que la competencia entre ellos hacia resentirse sus beneficios. Esta fue la causa de que los competidores se unieron para formar la Compañía Holandesa de las Indias Orientales (Vereenigde Oostindische Compagnie, o VOC), que tendría un papel importantísimo en el imperio colonial neerlandés
Hasta principios del siglo XVII, las Bandas estaban gobernadas por un grupo de destacados ciudadanos, los orang kaya (literalmente, «los hombres ricos»), cada uno de ellos jefe de un distrito. En la época en que la nuez moscada era una de las «finas especias», que se mantenían caras en Europa por la disciplinada manipulación del mercado, eran también un bien deseable de los comerciantes neerlandeses en los puertos de la India; así, el historiador económico Fernand Braudel, señaló que la India consumía el doble que Europa. Un número de orang kaya de Banda fueron convencidos (o engañados) por los neerlandeses para firmar un tratado de concesión a los neerlandeses del monopolio de la compra de especias. Aunque los bandaneses no comprendieron la importancia del tratado conocido como «El Pacto Eterno» (The Eternal Compact), y aunque no todos los líderes bandaneses lo hubiesen firmado, más tarde sería utilizado para justificar que las tropas neerlandesas fueran llevadas allí para defender su monopolio. 
Los bandaneses pronto se cansaron de las acciones neerlandesas: los bajos precios, el comercio de artículos inútiles, y la aplicación de derechos exclusivos para la compra de las codiciadas especias. El final de esta forma de actuar y que provocó el rechazo de los bandaneses llegó en 1609 cuando los neerlandeses reforzaron Fort Nassau en la isla Bandanaira. Los orang kaya convocaron a una reunión al almirante neerlandés y a cuarenta de sus hombres de mayor jerarquía, que resultó una emboscada donde fueron muertos todos.

### Rivalidad anglo-neerlandesa

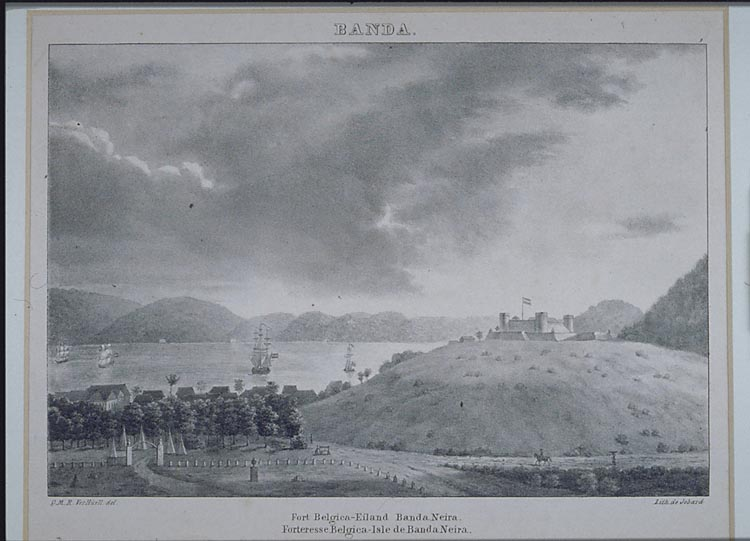
Fuerte Bélgica en 1824.

Mientras que las actividades de los portugueses y los españoles en la región se había debilitado, los ingleses habían construido puestos comerciales fortificados en las pequeñas islas de Ai y Run, localizadas a diez y veinte kilómetros de las principales islas de Banda. Los británicos pagaban precios más altos y con ello pretendían socavar significativamente el monopolio neerlandés; las tensiones anglo-neerlandesas aumentaron y los neerlandeses construyeron en 1611 el fuerte Bélgica, un nuevo fuerte, mayor y localizado más estratégicamente que fuerte Nassau. En 1615, los neerlandeses invadieron la isla de Ai con 900 hombres y los británicos se retiraron a la isla de Run, donde se reagruparon. Esa misma noche, los británicos lanzaron un contraataque sorpresa sobre Ai, retomando la isla y matando a 200 neerlandeses. Un año más tarde, un grupo neerlandés mucho más fuerte atacó de nuevo Ai, que fue bombardeada inicialmente con fuego de cañonazos y después de un mes de asedio, cuando los defensores se quedaron sin municiones, la isla fue tomada y los británicos fueron asesinados. Los neerlandeses reforzaron el fuerte renombrándolo como Fort Revenge. El control europeo de las Bandas fue todavía impugnado hasta 1667 cuando, en virtud del Tratado de Breda (1667), los británicos negociaron el cambio de la pequeña isla de Run por la isla de Manhattan, dando el pleno control neerlandés al archipiélago de las islas de Banda.

### Masacre de los bandaneses
El recién nombrado gobernador general de VOC, Jan Pieterszoon Coen (1587-1629), se dedicó a la aplicación del monopolio neerlandés sobre el comercio de especias de las Banda. En 1621 fueron desembarcados en la isla de Bandaneira soldados bien armados y en pocos días también habían ocupado la vecina y grande isla de Lontar. Los orang kaya fueron obligados a punta de pistola a firmar un arduo tratado, poco factible, que, de hecho, era imposible mantener, proporcionando así a Coen una excusa para usar sus superiores fuerzas contra los bandaneses. Los neerlandeses rápidamente notaron una serie de presuntas violaciones del nuevo tratado, y, en respuesta, Coen puso en marcha una masacre punitiva. Fueron contratados mercenarios japoneses para hacer frente a los orang kaya, siendo cuarenta de ellos decapitados; sus cabezas, empaladas en lanzas de bambú, se mostraron públicamente como advertencia. 
La población de las islas de Banda antes de la conquista neerlandesa es generalmente estimada alrededor de 13-15.000 personas, algunas de las cuales eran comerciantes malayos y javaneses, así como chinos y árabes. El número real de bandaneses que fueron asesinados, expulsados o huyeron de las islas en 1621 sigue siendo incierto. Pero las fuentes históricas sugieren que alrededor de solamente mil bandaneses probable sobrevivieron en las islas, y fueron asignados a las plantaciones de nuez moscada como trabajadores forzosos. Los neerlandeses posteriormente volvieron a asentarse en las islas con esclavos importados, convictos y trabajadores contratados (para trabajar en las plantaciones de nuez moscada), así como inmigrantes de otras partes de Indonesia. La mayoría de sobrevivientes huyeron como refugiados a las islas de sus socios comerciales, en particular, Keffing y Guli Guli en la cadena de la isla de Ceram y las islas Kei. Convoyes de sobrevivientes bandaneses también fueron enviados a Batavia (Java), en la isla de Java (hoy día, Yakarta), para trabajar como esclavos en el desarrollo de la ciudad y su fortaleza. Unos 530 de ellos fueron devueltos a las islas debido a su experiencia tan necesaria en el cultivo de nuez moscada (algo que brillaba por su ausencia entre los recién llegados colonos neerlandeses).
Considerando que hasta ese momento la presencia neerlandesa había sido simplemente como comerciantes, que a veces suscribían tratados, la conquista de Banda marcó el inicio del primer gobierno colonial implantado en el archipiélago indonesio, aunque bajo los auspicios de la VOC. 

### El monopolio de la VOC

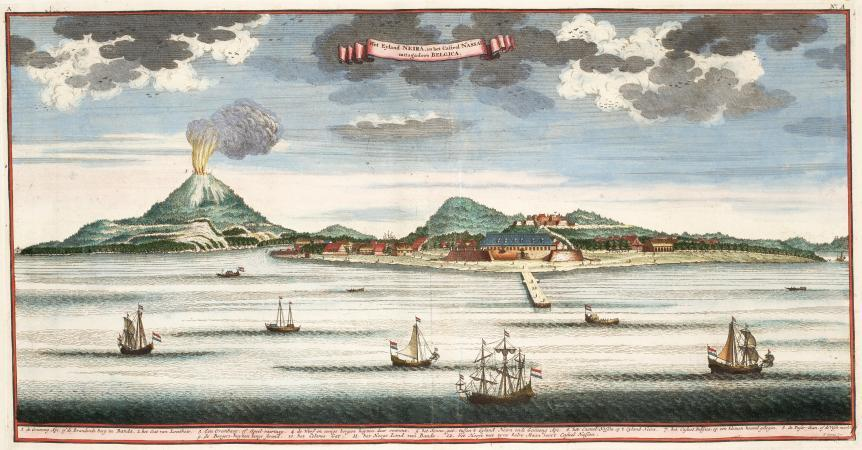
La isla de Banda Neira en 1724.

Después de haber diezmado la población de las islas, Coen dividió la tierra productiva de aproximadamente medio millón de árboles de nuez moscada en sesenta y ocho perken, de 1,2 hectáreas. Estas parcelas fueron entregadas a colonos neerlandeses denominados perkeniers de los que 34 estaban en Lontar, 31 en Ai y 3 en Neira. Con los pocos bandaneses que quedaron para trabajar con ellos, fueron traídos de otros lugares esclavos. Disfrutando entonces del control de la producción de nuez moscada, la VOC pagaba a los perkeniers 1/122 del precio de mercado neerlandés de la nuez moscada, aunque los perkeniers se beneficiaron inmensamente, construyendo sustancial villas con opulentas decoraciones importadas de Europea.[cita requerida]
La periférica isla Run fue más difícil de controlar por la VOC y exterminaron todos los árboles de nuez moscada de allí. La producción y exportación de nuez moscada fue un monopolio de la VOC durante casi los siguientes doscientos años. Fuerte Bélgica, una de las muchas fortalezas construidas por la Compañía Holandesa de las Indias Orientales, es una de las mayores fortalezas europeas que aún permanecen en Indonesia.[cita requerida]

### Control británico y época moderna
El 9 de agosto de 1810 los británicos capturaron las islas y aceptaron la rendición de los neerlandeses, después de que las fortificaciones fuesen tomadas en la acción del capitán C. Cole, con los buques de guerra británicos HMS Caroline (36 cañones), el HMS Piedmontaise (38 cañones), al mando del capitán Foote y el HMS Barracouta (18 cañones). El capitán Kenah, llevando a bordo un centenar de hombres del regimiento Europeo de Madrás después de navegar de Madrás con suministros desde Amboina, recientemente capturada por los británicos. 
La violencia religiosa entre cristianos y musulmanes derivó en un conflicto intercomunal en Ambon, afectaron a las islas a finales de 1990. La perturbación y las muertes resultantes dañaron la anteriormente próspera industria turística.

## Geografía

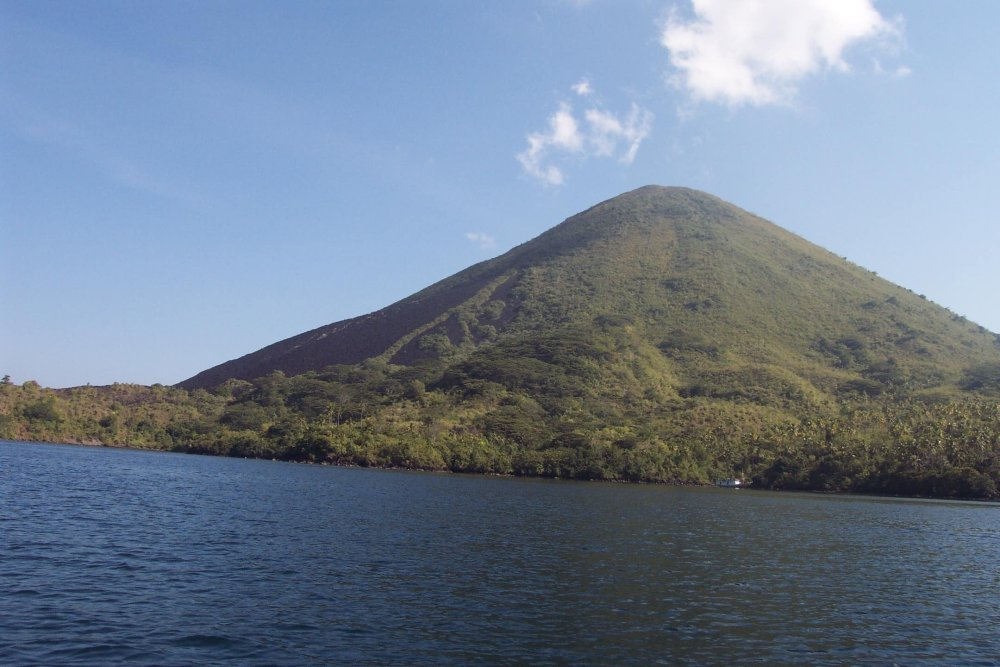
La isla de Banda Besar vista desde Fuerte Bélgica.

Hay siete islas habitadas y varias más deshabitadas. Las islas habitadas son las siguientes: 
- en el grupo principal:

- la isla de Banda Besar («gran Banda»), la isla más grande, con 44 km² y 12 km de largo y 3 km de ancho. Cuenta con tres asentamientos principales, Lonthoir, Selamon y Waer.
- la isla de Banda Neira, o Naira, la isla con la capital administrativa y un pequeño campo de aviación (así como alojamiento para los visitantes);
- la isla de Gunung Api («montaña de fuego»), un volcán activo con un pico de alrededor de 650 m;

a cierta distancia, al oeste, están:
- la isla de Ai (Pulau Ai o Pulau Ay);
- la isla de Run (Pulau Run), más al oeste aún.

y al este, la isla de Pisang (Pulau Pisang), también conocida como Syahrir;
y hacia el sureste, la isla de Hatta (Pulau Hatta), antes Rosengain o Rozengain;
Otras islas, posiblemente, pequeñas o deshabitadas, son las siguientes: 
- Nailaka, a una corta distancia al noreste de Pulau Run;
- Batu Kapal;
- Manuk, un volcán activo;
- Pulau Keraka o Pulau Karaka (isla Crab);
- Manukang;
- Hatta Reef.

Las islas son parte de la ecorregión de los bosques caducos húmedos de las Islas del Mar Banda. 

## Cultura bandanesa

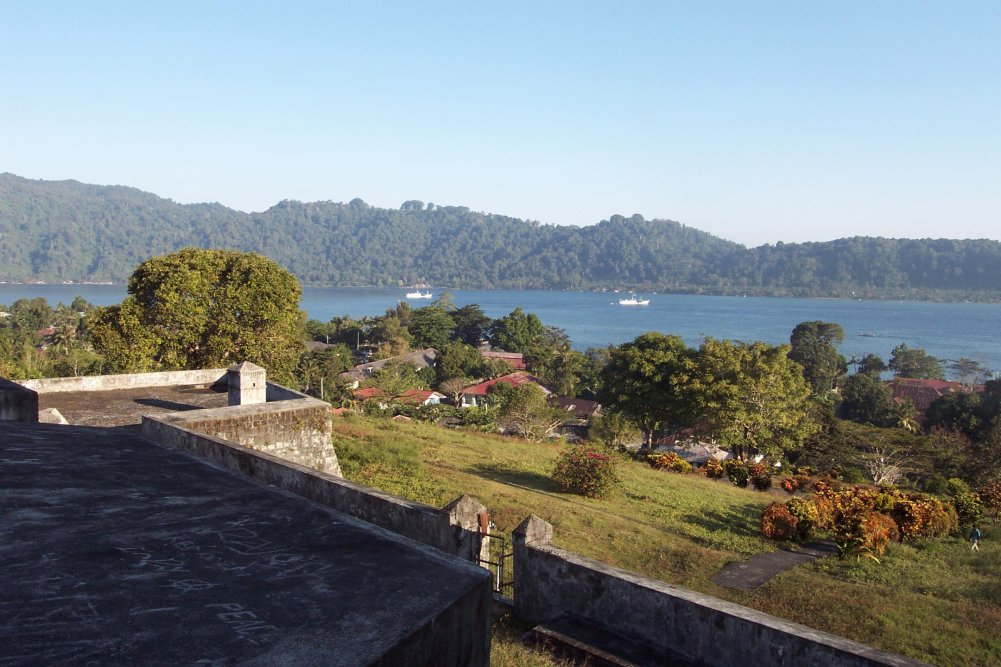
Gunung Api visto desde Fuerte Bélgica, en Banda Neira (véase las personas de la izquierda).

La mayoría de los habitantes actuales de las islas de Banda son descendientes de los inmigrantes y trabajadores de las plantaciones de diversas partes de Indonesia, así como indígenas bandaneses. Han heredado aspectos de las prácticas rituales precoloniales en las Bandas que son altamente valorados y todavía se realizan, dándoles una identidad cultural distinta y muy local.[cita requerida]
Además, los bandaneses hablan un dialecto malayo distintivo, que tiene varias características que lo distinguen del malayo ambones, el dialecto más conocido mejor y de más difusión que forma una lengua franca en el centro y sudeste de Maluku. El malayo bandanes es famoso en la región por su acento único y cadencioso, pero también por tener en su léxico un número de palabras, identificables a nivel local, que son préstamos del neerlandés. [cita requerida] Algunos ejemplos son: 
- tenedor: forok (en neerlandés, vork);
- hormigas: mir (en neerlandés, mier);
- cuchara: lepe (en neerlandés, lepel);
- difícil: lastek (en neerlandés, lastig);
- piso: plur (en neerlandés, vloer);
- porche: stup (en neerlandés, stoep);

El malayo bandanes también tiene muchos préstamos del portugués con el malayo ambones, que no aparecen en la lengua nacional de Indonesia. Pero tiene comparativamente menos, y difieren en la pronunciación. Algunos ejemplos son: 
- tortuga: tetaruga (malayo bandes); totoruga (malayo ambones) (del portugués, tartaruga);
- garganta: gargontong (malayo bandes); gargangtang (malayo ambones) (del portugués, garganta).

Por último, y más notablemente, el malayo bandes utiliza algunos pronombres distintos. El más inmediato es el de distinguir la forma familiar de dirección de la segunda persona del singular: pané. 
Los descendientes de algunos de los que huyeron de la conquista bandanesa neerlandesa en el siglo XVII, que viven en las islas Kai (Kepulauan Kei) al este del grupo de Banda, conservan una versión de la lengua original de Banda que aún se habla en los pueblos de Banda de Eli y Banda Elat, en la isla de Kai Besar. Mientras que los largamente integrados en la sociedad de la isla de Kei, los residentes de estos asentamientos siguen valorando los orígenes históricos de sus antepasados.